# Spinning Around
Singles par Kylie Minogue
GBI: German Bold Italic
(1998) On a Night Like This
(2000)
Pistes de Light Years
On a Night Like This
Spinning Around est une chanson de la chanteuse australienne Kylie Minogue. La chanson a été écrite par Ira Shickman, Osborne Bingham, Kara DioGuardi, Paula Abdul et produit par Mike Spencer. Le single est extrait de son 7e album studio Light Years (2000), chanson de dance avec une forte influence disco

## Formats et liste des pistes
- Royaume-Uni /  Australie CD 1[3]

1. "Spinning Around" – 3:28
2. "Spinning Around" (Sharp Vocal Mix) – 7:04
3. "Spinning Around" (7th Spinnin' Dizzy Dub) – 5:23
4. "Spinning Around" (Video)

- Royaume-Uni /  Australie CD 2[4]

1. "Spinning Around" – 3:28
2. "Cover Me with Kisses" – 3:08
3. "Paper Dolls" – 3:34

- Europe CD 1[5]

1. "Spinning Around" – 3:28
2. "Cover Me with Kisses" – 3:08
3. "Paper Dolls" – 3:34
4. "Spinning Around" (Sharp Vocal Mix) – 7:04
5. "Spinning Around" (Video)

- Royaume-Uni Vinyle 12" (12R6542)

Face A:
1. "Spinning Around" (Sharp Vocal Mix) — 7:04
2. "Spinning Around" (7th District Club Mix) — 6:33

- Side B:

1. "Spinning Around" (7th District Dub Like This Mix) — 5:23
2. "Spinning Around" (7th District Club-Mental Mix) — 6:33

- Date de sortie 26 juin 2000. The label incorrectly lists the track listing as "Sharp Vocal Mix," "Sharp Double Dub," "7th Spinnin' Dizzy Dub," "7th District Club Mix."

## Classements et certifications
| Classement (2000)                       | Meilleure position |
| --------------------------------------- | ------------------ |
| Allemagne (Media Control AG)            | 62                 |
| Australie (ARIA)                        | 1                  |
| Belgique (Flandre Ultratop 50 Singles)  | 35                 |
| Belgique (Wallonie Ultratop 50 Singles) | 39                 |
| France (SNEP)                           | 28                 |
| Irlande (IRMA)                          | 4                  |
| Pays-Bas (Nederlandse Top 40)           | 30                 |
| Pays-Bas (Single Top 100)               | 31                 |
| Nouvelle-Zélande (RMNZ)                 | 2                  |
| Suède (Sverigetopplistan)               | 42                 |
| Suisse (Schweizer Hitparade)            | 34                 |
| Royaume-Uni (UK Singles Chart)          | 1                  |

| Année | Pays                               | Position |
| ----- | ---------------------------------- | -------- |
| 2000  | Australie Classement single        | 28       |
| 2000  | Nouvelle-Zélande Classement single | 24       |

| Pays                   | Certifications |
| ---------------------- | -------------- |
| Australie ARIA         | Platine        |
| Royaume-Uni BPI        | Argent         |
| Nouvelle-Zélande RIANZ | Or             |

## Record
| Publication | Pays        | Accolade                            | Année | Rang |
| ----------- | ----------- | ----------------------------------- | ----- | ---- |
| Q           | Royaume-Uni | Les 1001 chansons de tous les temps | 2003  | 90   |